# Feliks iz Valoisa
Feliks iz Valoisa (Feliks od Valoisa; francuski Félix de Valois; 16. travnja 1127. – 4. studenog 1212.) bio je francuski katolički svetac i suosnivač reda Presvetog Trojstva (Ordo Sanctissimae Trinitatis et captivorum). Rođen je u pokrajini Valois te se, prema tradiciji, odrekao imetka i povukao u gustu šumu u Meauxu, gdje je provodio život u molitvi. Mnogo kasniji izvori spominju da je Feliks identičan Hugu (II.), navodnom sinu grofa Rudolfa I. od Vermandoisa i Eleonore od Šampanje.
Mladi provansalski plemić, Ivan od Mathe, bio je zadivljen Feliksom te mu se pridružio. Osnovali su novi katolički red, koji se posvetio oslobođenju kršćanskih zarobljenika.

## Spomendan
Feliks je slavljen kao svetac te je njegov spomendan 4. studenog.